# Sablan
Sablan ist eine philippinische Stadtgemeinde in der Provinz Benguet. Sie hat 11.457 Einwohner (Zensus 1. August 2015).

## Barangays
Sablan ist politisch unterteilt in acht Barangays:
- Bagong
- Balluay
- Banangan
- Banengbeng
- Bayabas
- Kamog
- Pappa
- Poblacion